# یوغون‌بلاغ
یوغون‌بلاغ (به لاتین: Yoğunbulaq) یک منطقه مسکونی در جمهوری آذربایجان است که در شهرستان تووز واقع شده است. یوغون‌بلاغ ۵۲۴ نفر جمعیت دارد.